# Zatoka Ussuryjska
Zatoka Ussuryjska (ros. Уссурийский залив, Ussurijskij zaliw) – jedna z dwóch zatok, na które dzieli się rosyjska Zatoka Piotra Wielkiego, stanowi jej północno-wschodnią część. Ma ok. 67 km długości i 10-55 km szerokości, jej średnia głębokość to 40 metrów, natomiast maksymalna głębokość mierzy 69 m.
Na zachodnim brzegu położone jest miasto Władywostok.
Z sąsiednią Zatoką Amurską łączy ją cieśnina Wschodni Bosfor.